# Liebstadia similis
Liebstadia similis är en kvalsterart som först beskrevs av Michael 1888. Enligt Catalogue of Life ingår Liebstadia similis i släktet Liebstadia och familjen Liebstadiidae, men enligt Dyntaxa är tillhörigheten istället släktet Liebstadia och familjen Protoribatidae. Arten är reproducerande i Sverige. Inga underarter finns listade i Catalogue of Life.